# Ultra Music Power
Ultra Music Power è un brano musicale del gruppo musicale giapponese Hey! Say! JUMP pubblicato come loro singolo di debutto il 14 novembre 2007. Il singolo ha raggiunto la vetta della classifica Oricon dei singoli più venduti in Giappone ed ha venduto 340.070.

## Tracce
Edizione regolare
1. Ultra Music Power
2. Star Time
3. Ultra Music Power (Original Karaoke)
4. Star Time (Original Karaoke)

Edizione limitata
CD
1. Ultra Music Power
2. Star Time

DVD
1. Ultra Music Power (PV & Making of)

## Classifiche
| Classifica (2007) | Posizione più alta |
| ----------------- | ------------------ |
| Giappone (Oricon) | 1                  |